# Stazione di Civitanova Marche-Montegranaro
Stazione di Civitanova Marche-Montegranaro vasútállomás Olaszországban, Marche régióban, Civitanova Marche településen.

## Vasútvonalak
Az állomást az alábbi vasútvonalak érintik:
- Ancona–Lecce-vasútvonal
- Civitanova-Fabriano-vasútvonal

## Kapcsolódó állomások
A vasútállomáshoz az alábbi állomások vannak a legközelebb: 
- Stazione di Potenza Picena-Montelupone (Ancona–Lecce-vasútvonal)
- Stazione di Porto Sant'Elpidio (Ancona–Lecce-vasútvonal)
- Stazione di Montecosaro (Civitanova-Fabriano-vasútvonal)